# پیاده‌روی (فیلم ۱۸۹۸)
پیاده‌روی (انگلیسی: Şəhər bağında xalq gəzintisi) فیلمی در ژانر مستند و صامت به کارگردانی الکساندر میشون است که در سال ۱۸۹۸ منتشر شد.